# Вінсент Мутале
Вінсент Мутале (англ. Vincent Mutale, нар. 28 квітня 1973, Муфуліра) — замбійський футболіст, що грав на позиції півзахисника за клуб «Муфуліра Вондерерс» та національну збірну Замбії.

## Клубна кар'єра
На клубному рівні грав за «Муфуліра Вондерерс». 

## Виступи за збірну
1995 року дебютував в офіційних матчах у складі національної збірної Замбії.
У складі збірної був учасником Кубка африканських націй 1996 року у ПАР, на якому команда здобула бронзові нагороди.
Загалом протягом трирічної кар'єри в національній команді провів у її формі 28 матчів, забивши 3 голи.